# The Daily Nation
The Barbados Daily Nation, ou apenas Nation Daily, é um jornal diário de Barbados, o primeiro impresso a cores no país em 1973. Inclui temas como o comércio, política, estilos de vida, editoriais e entretenimento do país de Barbados, e também notícias internacionais.
Mais tarde foi estabelecida uma redacção do mesmo jornal no Canadá. A versão canadiana foi criada como uma "aventura" para o Carib-Cana Media Inc. (CCMI) com o objectivo de atender a clientela crescente no Canadá que adquiria o semanário de notícias de Barbados. É principalmente para a comunidade de expatriados de Barbados, e outros que vivem no Canadá para se manter actualizados sobre o país e os seus eventos actuais.